# Theater Aachen

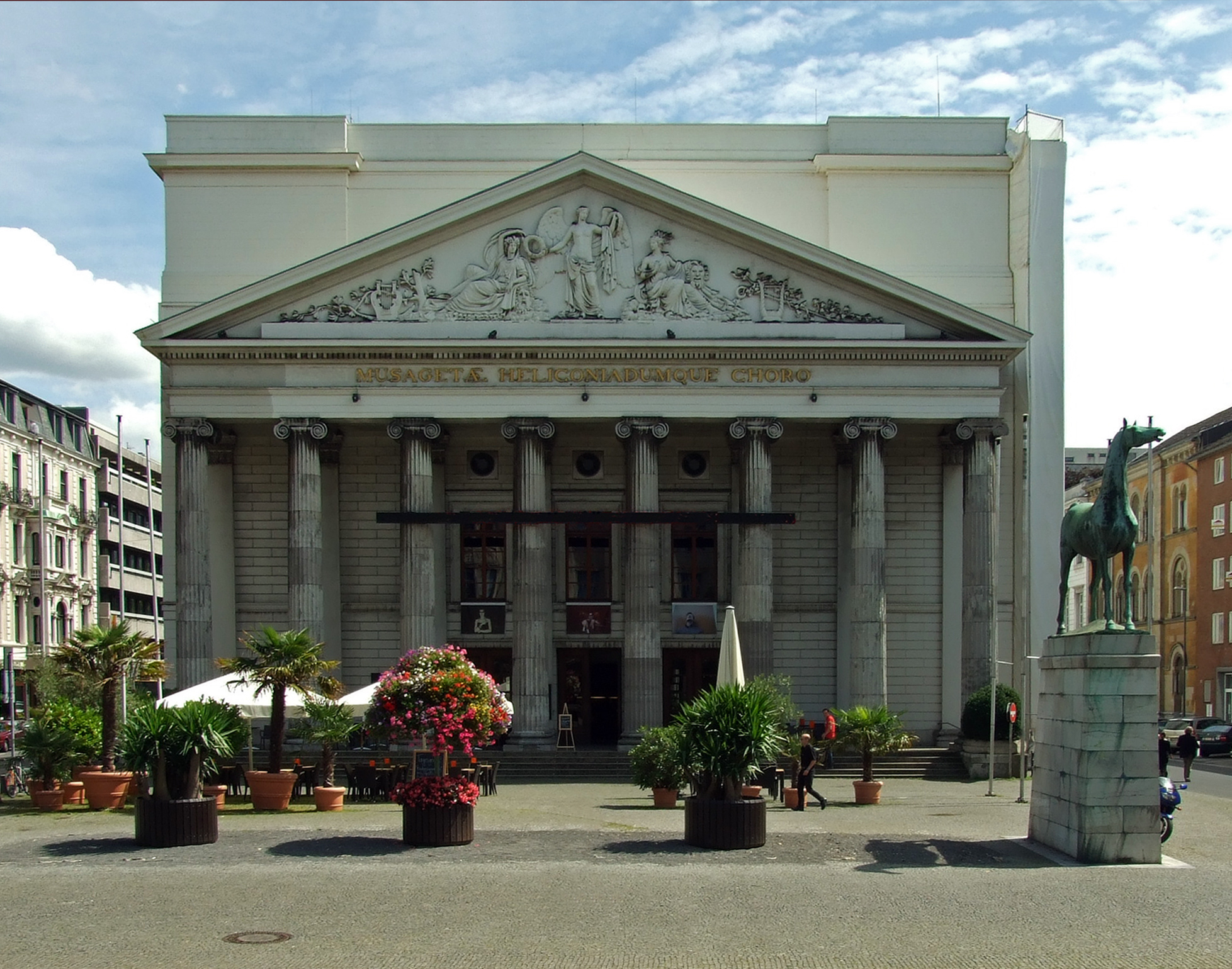
Le Theater Aachen.

Le Theater Aachen (théâtre d'Aix-la-Chapelle) est un théâtre dramatique, d'opéra et de concerts, situé à Aix-la-Chapelle en Allemagne. Un orchestre symphonique lui est rattaché, sous la direction de Kazem Abdullah, depuis 2012.

## Histoire
Il fut décidé de construire un nouveau théâtre le 16 novembre 1822, après le jubilé des 25 ans de couronnement du roi Frédéric-Guillaume III de Prusse. Les architectes Johann Peter Cremer et Karl Friedrich Schinkel participèrent au projet d'édification de ce théâtre élégant de style classique avec un portique à colonnes en façade.
Herbert von Karajan dirigea l'orchestre de 1935 à 1942.

## Directeurs
- 1920–1935 Peter Raabe
- 1935–1942 Herbert von Karajan
- 1942–1944 Paul van Kempen
- 1946–1953 Felix Raabe
- 1953–1958 Wolfgang Sawallisch
- 1958–1962 Hans Walter Kämpfel
- 1962–1974 Wolfgang Trommer
- 1974–1983 Gabriel Chmura
- 1983–1984 Jean-François Monnard
- 1984–1990 Yoram David
- 1990–1992 Bruce Ferden
- 1992–1993 Stefan Lano
- 1993–1996 Yukio Kitahara
- 1996–2002 Elio Boncompagni
- 2002–2012 Marcus R. Bosch
- depuis Kazem Abdullah

## Sources
- (de) Cet article est partiellement ou en totalité issu de l’article de Wikipédia en allemand intitulé « Theater Aachen » (voir la liste des auteurs).